# 阿幌岳
阿幌岳（あほろだけ）は、北海道の網走郡津別町にある標高977mの山である。

## 概要
木禽岳と共に大きな山体を持ち阿寒カルデラを形成する山で、いくつかの成層火山によってできたと考えられている。山頂南側の斜面には網走川の源流が流れる。
山名はかつて「アッポロヌプリ」と呼ばれていたものを漢字表記にしたとされるが、その由来は定かではない。
木禽岳とセットで登られることが多く、キキン岳林道が開通している場合は山頂近くまで車両で進めるため短時間で登ることができるが、木禽岳は登山道が整備されている一方で阿幌岳への登山道は存在しないため藪漕ぎをして進む必要がある。